# Observatório de Jodrell Bank

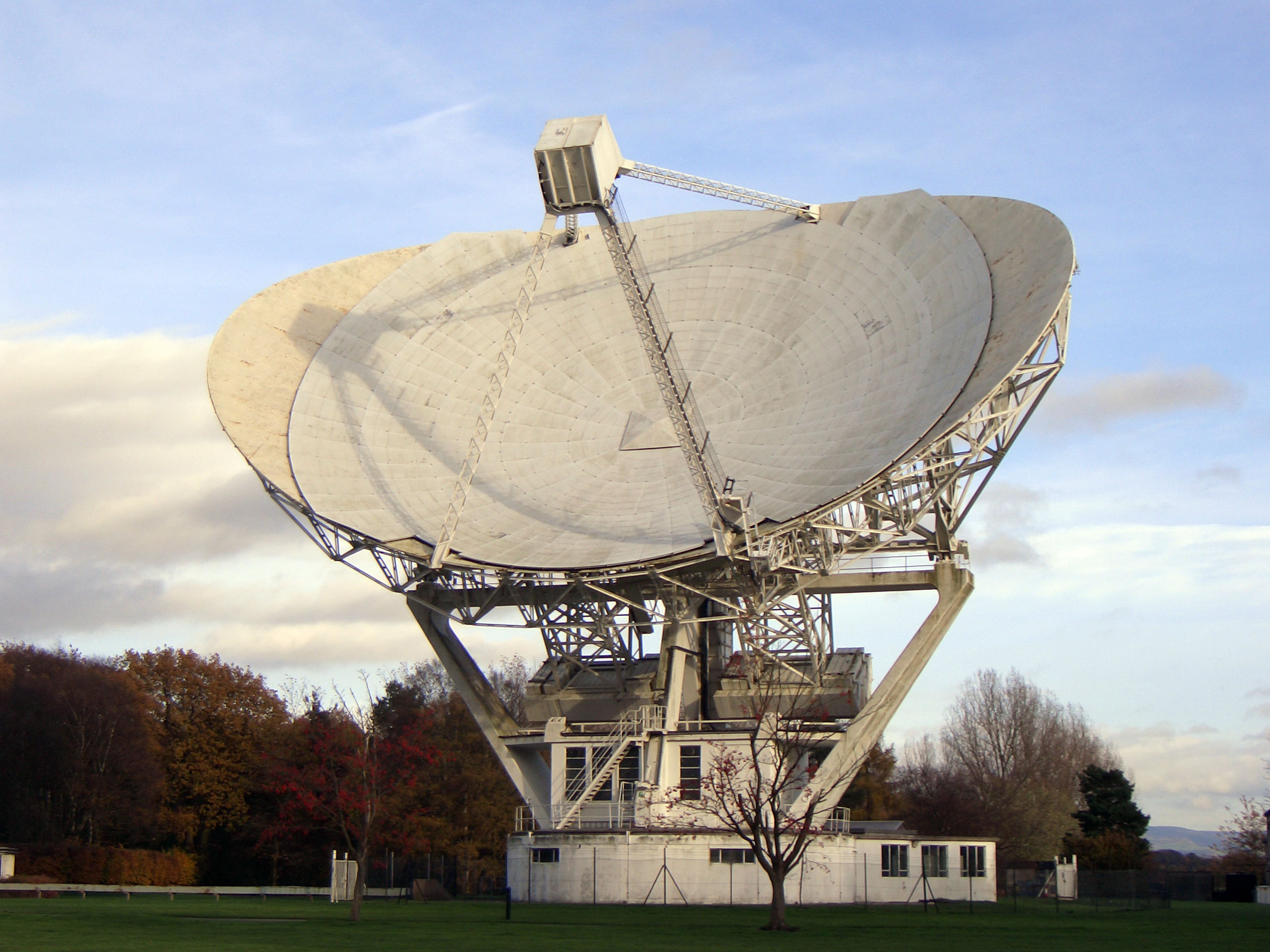
O Radiotelescópio Mark II.

O Observatório de Jodrell Bank, originalmente chamado Jodrell Bank Experimental Station, e mais tarde Nuffield Radio Astronomy Laboratories entre 1966 e 1999, e atualmente como JBO (Jodrell Bank Observatory) é um observatório britânico localizado em Macclesfield que abriga uma quantidade de radiotelescópios, e é parte do JBCA (Jodrell Bank Centre for Astrophysics), sendo que este, é localizando no Alan Turing Building, campus principal da Universidade de Manchester.
O uso de Jodrell Bank teve início em 1939 para fins acadêmicos do departamento de botânica da Universidade de Manchester. O observatório foi criado em 1945 por Sir Bernard Lovell, um radio astrônomo daquela Universiade que pretendia investigar raios cósmicos depois de seus trabalhos em radares durante a Segunda Guerra Mundial.
O local foi expandido em 1952 com a compra de uma fazenda local. Essa nova área incluía o local no qual o Radiotelescópio Lovell veio a ser construído. Um holofote foi doado ao Jodrell Bank em 1946 pelo Exército Britânico; Um conjunto de rastreamento, constituído usando a estrutura desse holofote por J. Clegg, consistindo de algumas antenas Yagi. Sendo usado para observações astronômicas pela primeira vez em Outubro de 1946.
O radiotelescópio "Mark I", hoje em dia conhecido como Radiotelescópio Lovell, era o maior radiotelescópio de "prato" móvel do Mundo, com 76,2 m de diâmetro, quando foi concluído em 1957; hoje em dia, ele é o quarto maior, depois do FAST (Five-hundred-meter Aperture Spherical radio Telescope), Green Bank e do Effelsberg. O radiotelescópio Mark II, com eixo maior de 38,1 m e eixo menor de 25,4 m, foi construído em 1964.
O radiotelescópio Mark III, era idêntico em tamanho ao Mark II, porém construído para ser transportável. No entanto, ele nunca foi deslocado, e permaneceu no seu local de origem, Wardle em Cheshire, próximo a Nantwich. Construído em 1966, foi retirado de serviço em 1996.
Os telescópios Lovell e Mark II fazem parte da rádio-interferômetro em forma de espiral, composto por sete antenas ao longo da Inglaterra conhecido como e-MERLIN ( enhanced-Multi-Element Radio Linked Interferometer Network).
A UNESCO inclui um 2019 o observatório na sua lista de Património Mundial.

## Ver também

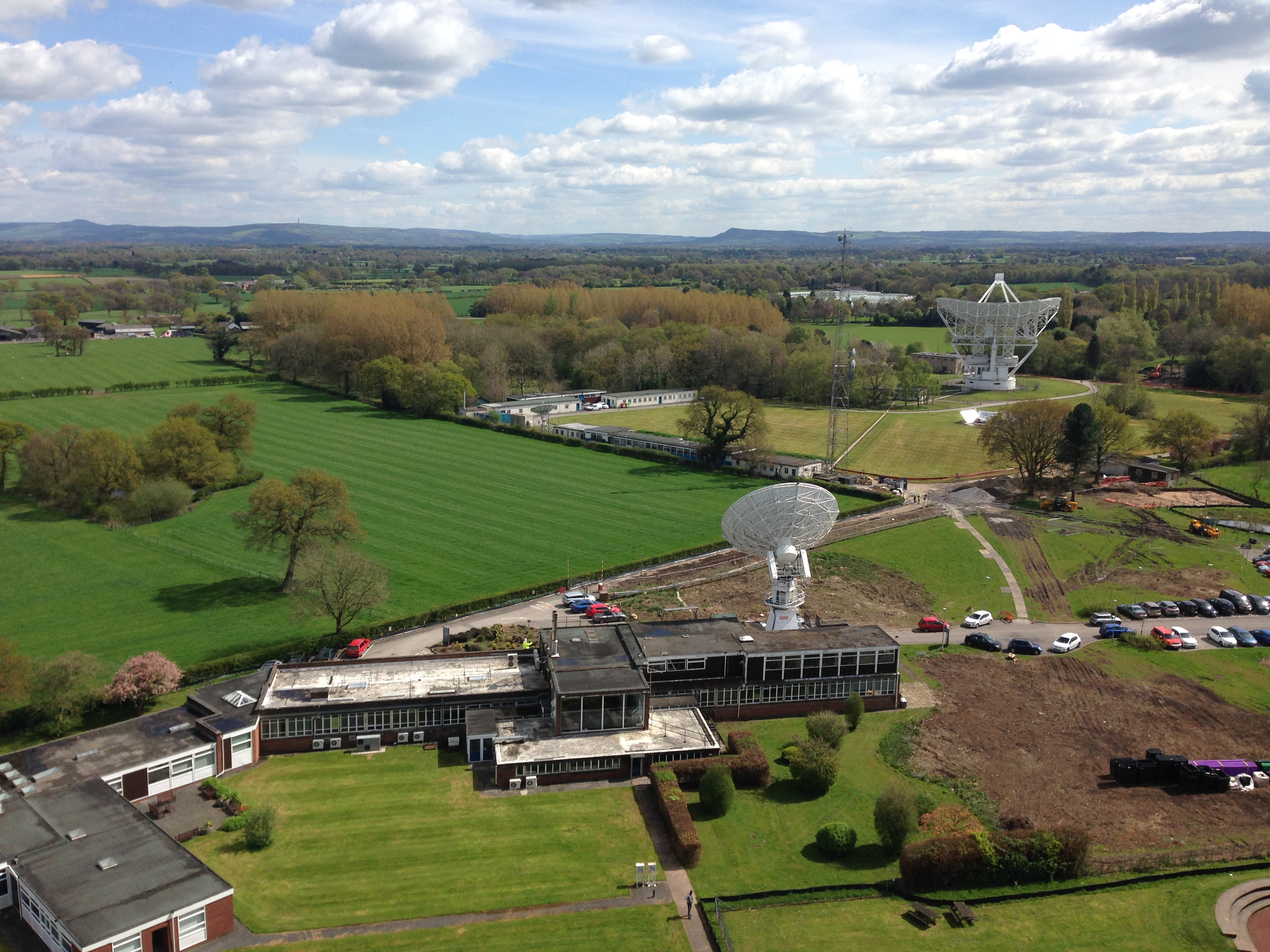
Antena auxiliar em primeiro plano e a antena Mark II. Foto tirado do topo do Lovell.